# Sowton
Sowton (wcześniej Clyst Fomison) – wieś i civil parish w Anglii, w hrabstwie Devon, w dystrykcie East Devon. W 2011 roku civil parish liczyła 652 mieszkańców. Sowton jest wspomniana w Domesday Book (1086) jako Clis.